# Герб Невельского городского округа
Герб Невельского городского округа и города Невельска Сахалинской области

## Описание и обоснование символики
В лазоревом (синем, голубом) поле лежащий сивуч, сопровождаемый в оконечности рыбой, а в левом углу сияющим солнцем (без изображения лица), лучи которого вверху и по сторонам приближаются к краям щита, а внизу касаются сивуча; все фигуры золотые. Девиз «ГОРД И ВЕЧЕН» начертан на лазоревой ленте золотыми литерами; посередине и позади ленты серебряный якорь.
Герб города Невельска и Невельского городского округа отражает природные особенности, географическое положение города и района, подчеркивает основную направленность трудовой деятельности и традиций населения муниципального образования.
Невельск — город рыбаков. Город, живущий дарами моря. Нрав города, его жизнь связаны с природой и историей. Герб отражает значение города и района, богатство его природных ресурсов.
Сивуч — воплощение физической мощи и красоты.
Лосось — подчеркивает неотъемлемую связь города с рыбацким промыслом на Тихоокеанском побережье России.
Якорь — символ рыбацкого счастья и удачи.
Лазоревый (синий, голубой) цвет в геральдике — символ чести, славы, преданности, истины, красоты, добродетели и чистого неба.
Золото — символ прочности, богатства, величия, интеллекта прозрения.
Серебро в геральдике — символ простоты, совершенства, мудрости, благородства, мира, взаимосотрудничества.
Герб и Положение о гербе утверждены Решением районного Собрания депутатов города Невельска и Невельского района Сахалинской области № 16 от 3 марта 2000 года.
21 декабря 2009 года муниципальное образование «Невельский район» было преобразовано в Невельский городской округ. Герб при этом не изменялся.
Герб внесен в Государственный геральдический регистр Российской Федерации за № 605.